# Borja Sainz
Pour les articles homonymes, voir Sainz.
Borja Sainz, né le 1er février 2001 à Leioa en Espagne, est un footballeur espagnol qui évolue au poste d'ailier gauche au FC Porto.

## Biographie

### En club
Né à Leioa en Espagne, Borja Sainz est formé par l'Athletic Bilbao mais il rejoint ensuite le Deportivo Alavés en août 2017 après avoir refusé de prolonger avec le club de Bilbao. Il joue son premier match en professionnel le 25 août 2019 lors d'une rencontre de Liga face à l'Espanyol de Barcelone (0-0). Il devient ainsi le premier joueur né au 21e siècle à jouer pour l'équipe première. Le 18 juin 2020, Sainz inscrit son premier but en professionnel face à la Real Sociedad, en championnat. Son équipe s'impose ce jour-là sur le score de deux buts à zéro.
Le 5 août 2021, Borja Sainz est prêté pour une saison au Real Saragosse,.
Le 28 juillet 2022, Borja Sainz rejoint la Turquie pour s'engager en faveur de Giresunspor. Il joue son premier match sous ses nouvelles couleurs le 7 août 2022, lors de la première journée de la saison 2022-2023 de Süper Lig contre l'Adana Demirspor. Titulaire, il se fait remarquer en inscrivant son premier but, mais ne peut empêcher la défaite des siens (2-3 score final).
Le 30 juin 2023, Borja Sainz rejoint l'Angleterre afin de s'engager en faveur de Norwich City. Il signe un contrat de trois ans, soit jusqu'en juin 2026,. Sainz se fait remarquer dès sa première apparition sous ses nouvelles couleurs en marquant son premier but, le 27 septembre 2023, lors d'une rencontre de coupe de la Ligue anglaise face au Fulham FC. Il entre en jeu mais ne peut toutefois pas empêcher la défaite de son équipe ce jour-là (2-1 score final),.
Le 13 juillet 2025, il débarque sur les rives du Douro pour parapher un contrat de 5 ans avec le FC Porto. Les Dragons déboursent la somme de 13,3 millions (hors bonus). Lors de son premier match officiel sous ses nouvelles couleurs, disputé le 11 août au Estádio do Dragão face au Vitória SC pour le compte de la première journée du championnat, Borja Sainz s’est illustré en délivrant la passe décisive de l'ouverture du score de Pepê.

### En sélection
Borja Sainz représente l'équipe d'Espagne des moins de 19 ans entre 2019 et 2020. Il marque son premier but dès sa deuxième apparition, le 11 octobre 2019 contre la Roumanie. Son but permet à son équipe de s'imposer (1-0).

## Statistiques
| Saison                | Club                  | Championnat           | Championnat | Championnat | Championnat | Coupe nationale | Coupe nationale | Coupe nationale | Coupe de la Ligue | Coupe de la Ligue | Coupe de la Ligue | Supercoupe | Supercoupe | Supercoupe | Compétition(s) continentale(s) | Compétition(s) continentale(s) | Compétition(s) continentale(s) | Compétition(s) continentale(s) | Total | Total | Total |
| Saison                | Club                  | Division              | M.          | B.          | P.d.        | M.              | B.              | P.d.            | M.                | B.                | P.d.              | M.         | B.         | P.d.       | Comp.                          | M.                             | B.                             | P.d.                           | M.    | B.    | P.d.  |
| 2019-2020             | Deportivo Alavés      | LaLiga                | 19          | 1           | 0           | 1               | 0               | 0               | -                 | -                 | -                 | -          | -          | -          | -                              | -                              | -                              | -                              | 20    | 1     | 0     |
| 2020-2021             | Deportivo Alavés      | LaLiga                | 21          | 1           | 0           | 3               | 0               | 2               | -                 | -                 | -                 | -          | -          | -          | -                              | -                              | -                              | -                              | 24    | 1     | 2     |
| 2021-2022             | Real Saragosse (prêt) | Segunda División      | 32          | 3           | 0           | 3               | 0               | 1               | -                 | -                 | -                 | -          | -          | -          | -                              | -                              | -                              | -                              | 35    | 3     | 1     |
| Sous-total            | Sous-total            | Sous-total            | 72          | 5           | 0           | 7               | 0               | 3               | 0                 | 0                 | 0                 | 0          | 0          | 0          | -                              | 0                              | 0                              | 0                              | 79    | 5     | 3     |
| 2022-2023             | Giresunspor           | Süper Lig             | 32          | 9           | 3           | 2               | 1               | 0               | -                 | -                 | -                 | -          | -          | -          | -                              | -                              | -                              | -                              | 34    | 10    | 3     |
| Sous-total            | Sous-total            | Sous-total            | 32          | 9           | 3           | 2               | 1               | 0               | 0                 | 0                 | 0                 | 0          | 0          | 0          | -                              | 0                              | 0                              | 0                              | 34    | 10    | 3     |
| 2023-2024             | Norwich City          | Championship          | 35          | 6           | 2           | 3               | 1               | 0               | 1                 | 1                 | 0                 | -          | -          | -          | -                              | -                              | -                              | -                              | 39    | 8     | 2     |
| 2024-2025             | Norwich City          | Championship          | 41          | 18          | 4           | -               | -               | -               | 2                 | 1                 | 0                 | -          | -          | -          | -                              | -                              | -                              | -                              | 43    | 19    | 4     |
| Sous-total            | Sous-total            | Sous-total            | 76          | 24          | 6           | 3               | 1               | 0               | 3                 | 2                 | 0                 | 0          | 0          | 0          | -                              | 0                              | 0                              | 0                              | 82    | 27    | 6     |
| 2025-2026             | FC Porto              | Primeira Liga         | 2           | 0           | 1           | -               | -               | -               | -                 | -                 | -                 | -          | -          | -          | -                              | -                              | -                              | -                              | 2     | 0     | 1     |
| Sous-total            | Sous-total            | Sous-total            | 2           | 0           | 1           | 0               | 0               | 0               | 0                 | 0                 | 0                 | 0          | 0          | 0          | -                              | 0                              | 0                              | 0                              | 2     | 0     | 1     |
| Total sur la carrière | Total sur la carrière | Total sur la carrière | 182         | 38          | 10          | 12              | 2               | 3               | 3                 | 2                 | 0                 | 0          | 0          | 0          | -                              | 0                              | 0                              | 0                              | 197   | 42    | 13    |

## Vie personnelle
Borja Sainz est le fils d'Iñaki Sainz, ancien joueur du SD Eibar, et le neveu de Carlos García, ancien joueur de l'Athletic Bilbao.

## Palmarès

### Distinctions individuelles
- Membre de l'équipe-type de D2 anglaise en 2025 (EFL Awards)[18].